# Douglass Junior and Senior High School
Douglass Junior and Senior High School ist ein historisches Schulgebäude in Huntington, Cabell County, West Virginia. Das Gebäude wurde 1924 für die Douglass High School als Highschool für African Americans in der Zeit der Rassentrennung (Segregation) errichtet. 

## Architektur
Das Gebäude befindet sich an der Adresse Tenth Avenue and Bruce Street. Es ist drei-stöckig und 113 ft (34,4 m) breit und 230 ft (70,1 m) lang. Es ist mit roten Ziegeln mit Terrakotta-farbenem Anschnitt aufgemauert und steht auf einem Betonfundament. 

## Geschichte
Die ursprüngliche Schule wurde 1961 geschlossen, eine Schule für Special Education wurde bis 1981 weitergeführt. Danach waren Büros der Bildungsbehörde dort untergebracht.
Heute befindet sich ein Community Center in dem Gebäude.
1985 wurde das Gebäude in das National Register of Historic Places aufgenommen.

### Persönlichkeiten
- Hal Greer (1936–2018), erster African American-Athlet an der Marshall University, langjähriger Spielmacher bei den Philadelphia 76ers
- Carter G. Woodson (1875–1950), Pädagoge, erhielt an der Schule 1895 seinen Abschluss und war später Principal (Schulleiter)